# Laerdal (Unternehmen)

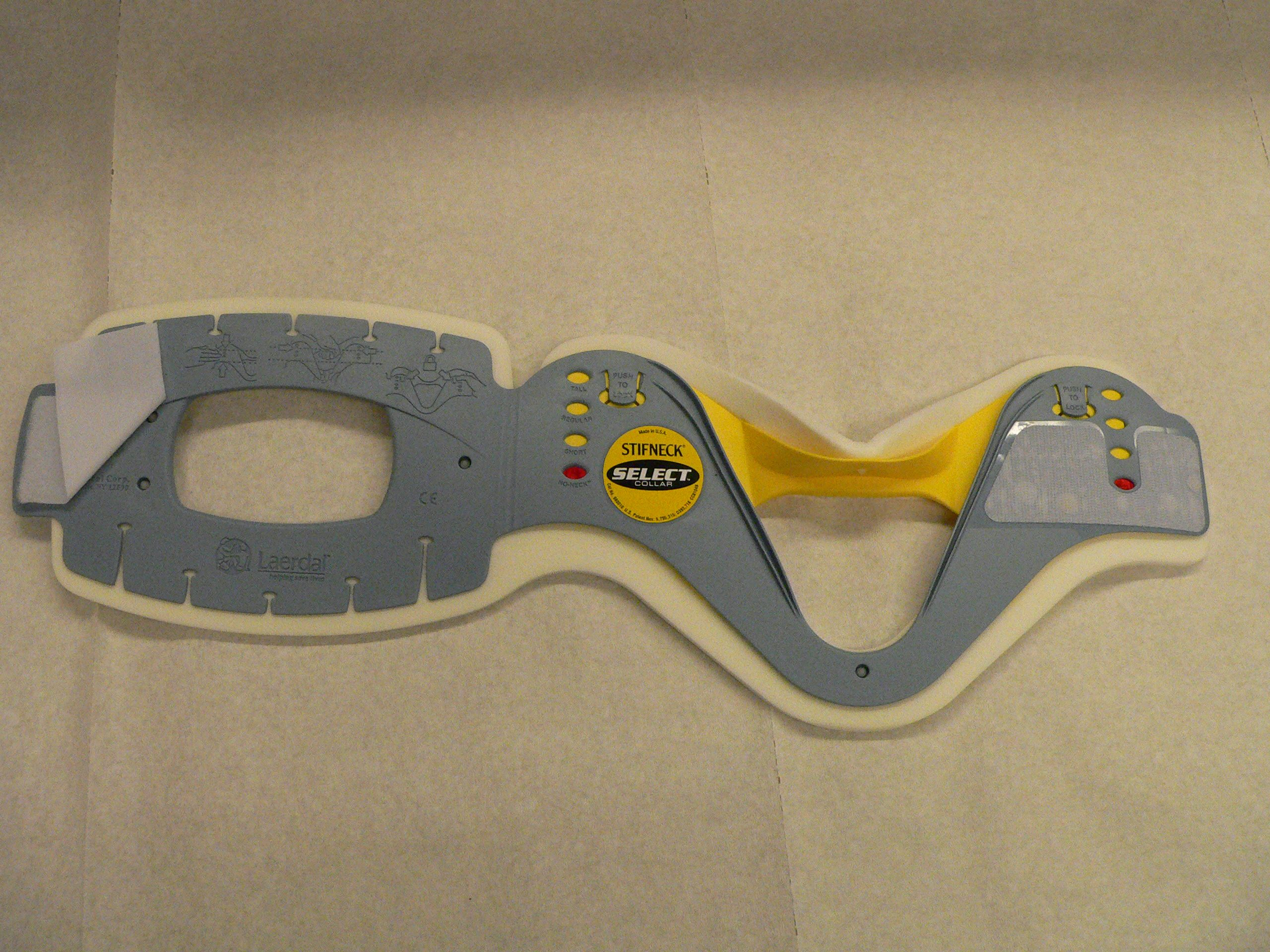
Stifneck von Laerdal

Laerdal Medical ist ein norwegischer Hersteller von Medizinprodukten und Trainingsprodukten für medizinische Ausbildungen.

## Geschichte

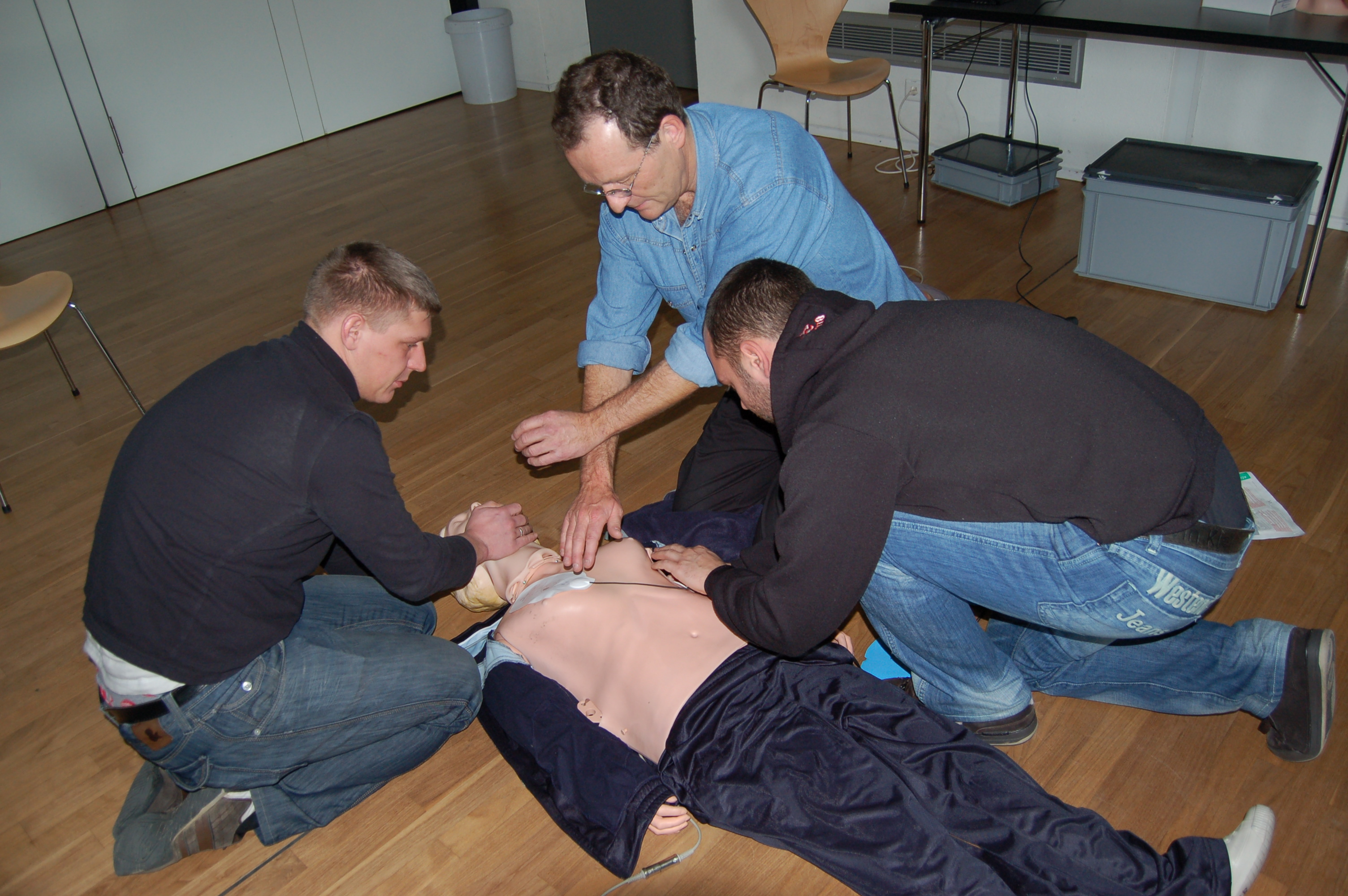
Herz-Lungen-Wiederbelebung-Training an einer Laerdal-Rescue-Anne

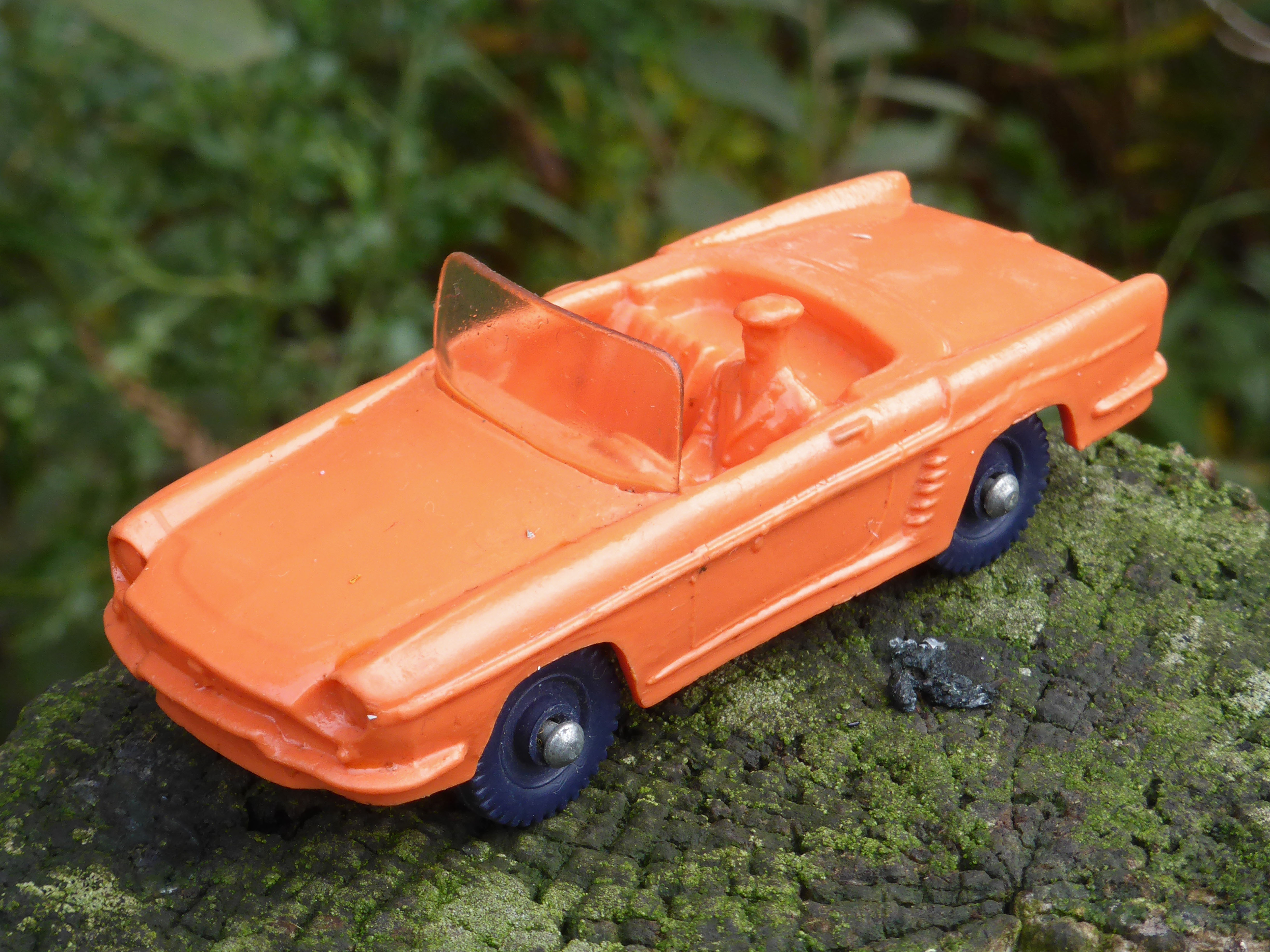
Spielzeugauto von Laerdal aus den 1960er Jahren

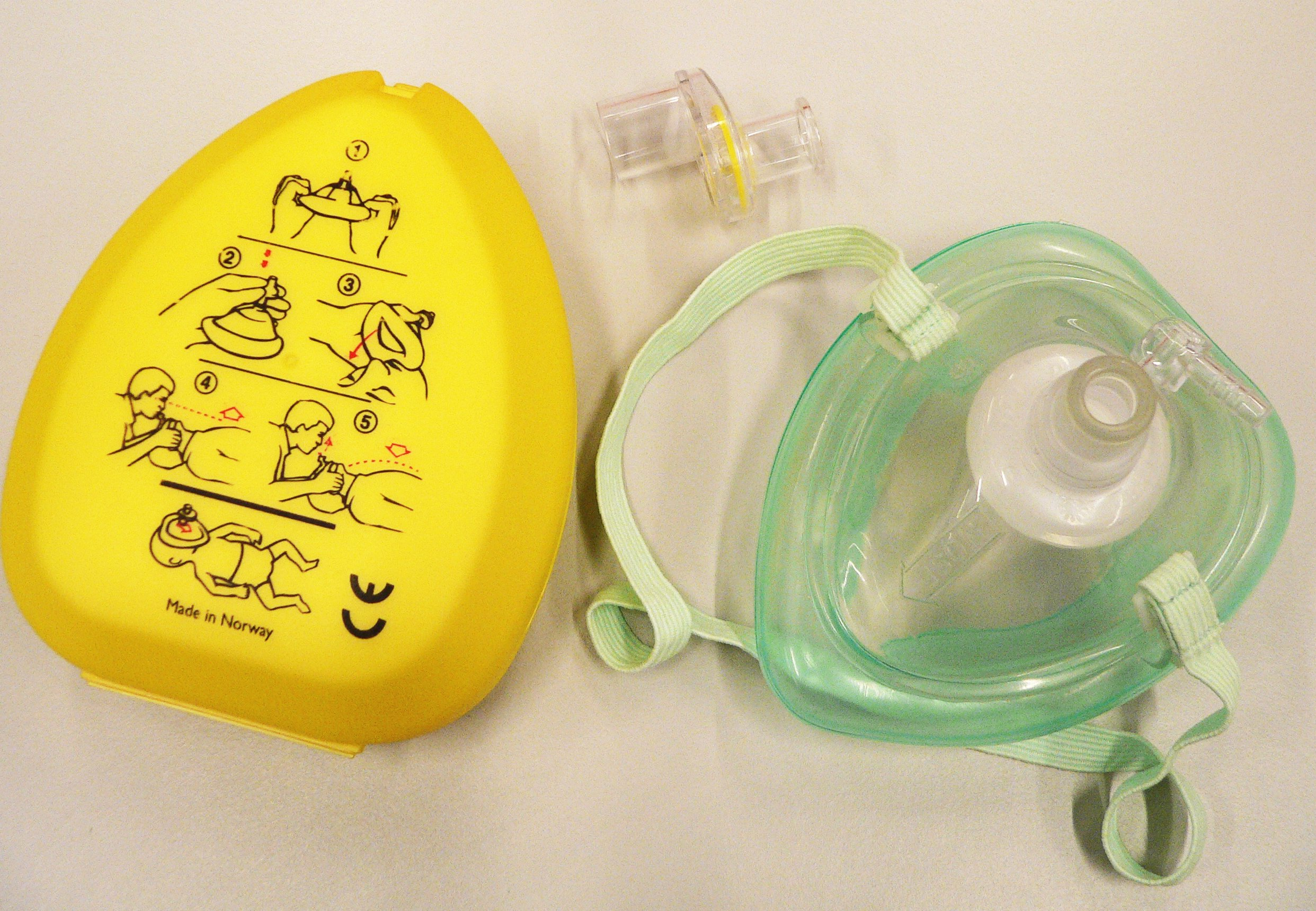
Beatmungsmaske von Laerdal

Das Unternehmen wurde 1940 von Åsmund S. Laerdal gegründet und produzierte zunächst Kinderbücher und Spielwaren aus Holz. Ab 1951 wurden auch Puppen sowie unter dem Markennamen Tomte Laerdal Spielzeugautos aus Vinyl hergestellt.
Später widmete sich das Unternehmen – mit der Erfahrung aus der Kunststoffverarbeitung – immer mehr der Herstellung von realistischen Wund-Simulationen für Ausbildungen im Bereich der Notfallmedizin. 1960 wurde die so genannte Resusci-Anne vorgestellt, eine standardisierte Puppe, die zum Erlernen und Trainieren der Herz-Lungen-Wiederbelebung im Rahmen der Ersten Hilfe eingesetzt wird. Hinzu kam in den 1960er Jahren die Produktion von Ausrüstungen für vorklinische Maßnahmen, beispielsweise für den Rettungsdienst. In den 1980er Jahren wurden auch Defibrillatoren produziert. In den 1990er Jahren folgte die Präsentation des Stifneck, eine Kunststoffmanschette, die die Halswirbelsäule (HWS) immobilisiert. Heute vertreibt Laerdal seine Produkte in 23 Ländern und beschäftigt rund 1.400 Mitarbeiter, die meisten davon – rund 400 – am Unternehmensstandort in Stavanger.

## Logo
Mit dem Einstieg in die Medizinprodukt-Herstellung wurde das heutige Logo eingeführt. Es zeigt das Bildnis des Barmherzigen Samariter, welches die Erzählung eines Reisenden, der selbstlos das Leben eines Fremden rettete, widerspiegelt.

## Medizinprodukte

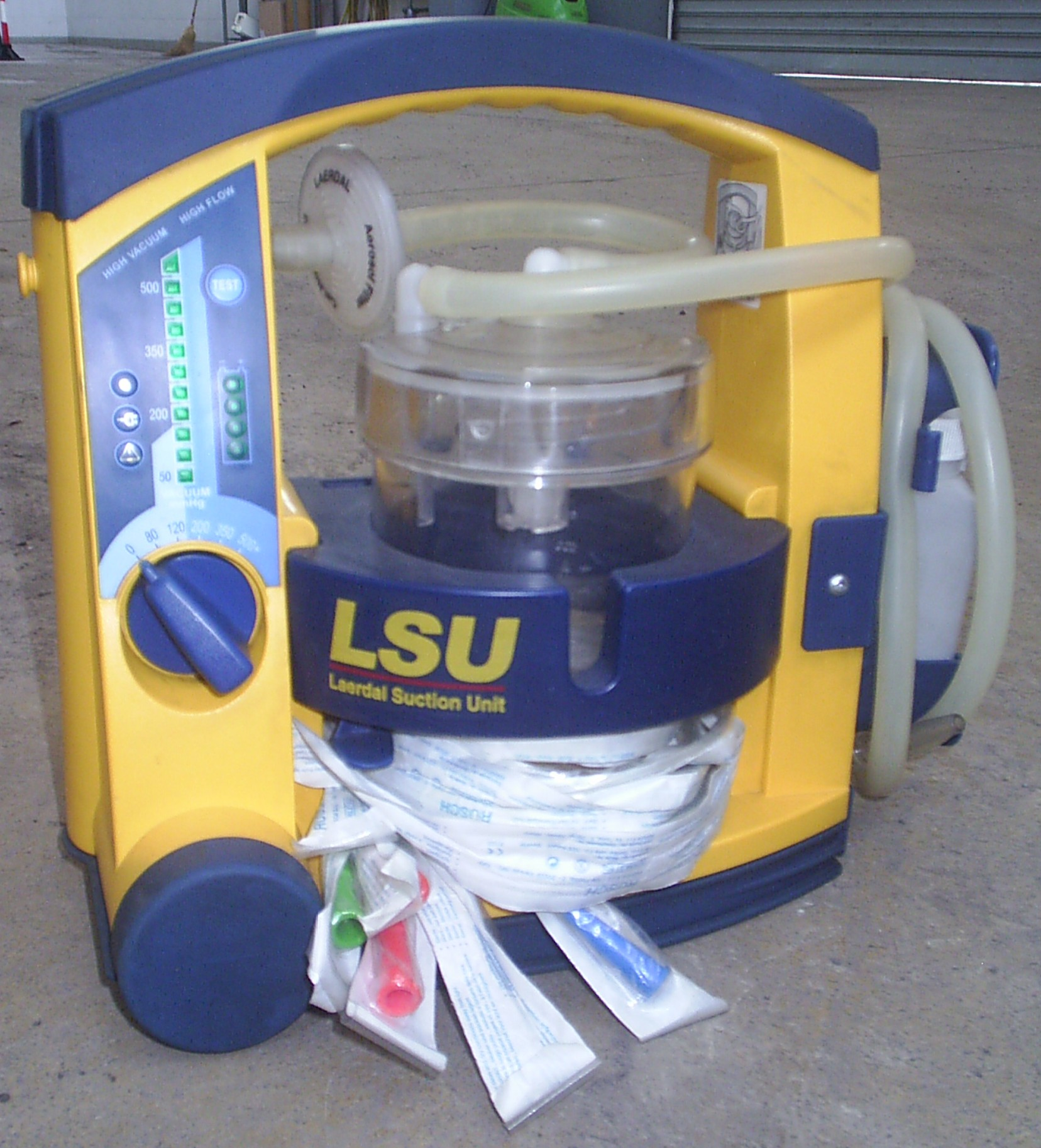
Absaugpumpe von Laerdal im gelb-blauen Corporate Design

Laerdal stellt Produkte in den Kategorien: Beatmung, Absaugung und Immobilisation her. Die meisten Produkte haben durch ihre gelb-blaue Farbe einen Wiedererkennungseffekt.
- Beatmung
  - Taschenmasken
  - Notfallbeatmungstücher
  - Beatmungsbeutel
  - Tubushalter (Thomas Tube Holder)
- Absaugung
  - Manuelle Absaugpumpen
  - Maschinelle Absaugpumpe (LSU – Laerdal Suction Unit)
- Immobilisation
  - Immobilisationskragen (Stifneck)
  - Spineboard (BaXstrap)